# Nature Morte (галерея)
Галерея «Nature Morte» (англ. Gallery Nature Morte) — частная художественная галерея, первоначально основанная в Нью-Йорке в 1982 году; закрылась через 6 лет и была заново открыта в индийском городе Нью-Дели в 1997 году — по инициативе куратора Питера Надя; специализируется на произведениях современных художников из Индии; стала первой индийской галереей, представившей искусство страны на международных художественных ярмарках — «Art Basel», «Art Dubai», «Fiac Paris» и «Tokio Art Fair». В 2008 году галерея открыла филиал в Берлине; в 2014 году был основан второй филиал в индийской столице, под названием «Petite Morte».

## История и описание
Художественная галерея «Nature Morte» была основана в нью-йоркском районе Ист-Виллидж (Манхэттен) в 1982 году — она закрылась спустя шесть лет, в 1988. В 1997 году Питер Надь возродил галерею, переместив её в Индию, в Нью-Дели; обновлённая галерея стала специализироваться на экспериментальном искусстве, представляя концептуальные работы и инсталляции. Сегодня галерея занимает здание в районе Нити-Багх (Neeti Bagh) в южной части центра Дели — она переместилась сюда в декабре 2003 года. Кроме того, галерея имела и несколько филиалов: отделение в Берлине существовало с 2008 по 2014 год, а филиал в Калькутте («BosePacia Kolkata») был открыт в 2006—2009 годах; галерея также представляла работы в отеле «Oberoi Gurgaon» в 2011—2014 годах. В 2013 году куратор и галерист Апараджита Джайн (Aparajita Jain) стала содиректором «Nature Morte», перейдя из галереи «BosePacia» в Нью-Йорке.
«Nature Morte» одной из первых индийских галереей приняла участие в международных художественных ярмарках: начиная с «Armory Show» в Нью-Йорке в 2005 году, она участвовала в Art Basel (включая Art Basel Miami Beach и Art Basel Hong Kong), Fiac Paris, Paris Photo, Art Dubai, в Токийской международной художественной ярмарке, Abu Dhabi Art Fair и Frieze New York. Галерея стремиться организовать в Индии отдельные проекты (прежде всего, временные выставки) с участием международных художников — «для развития межкультурной коммуникации»; в Индии она сотрудничает с Британским советом, Альянс Франсез, Итальянским культурным центром и Национальной галереей современного искусства в Дели и Мумбае (National Gallery of Modern Art, NGMA). Сотрудничает с художником Субодхом Гуптой.